# 少年鑑別所

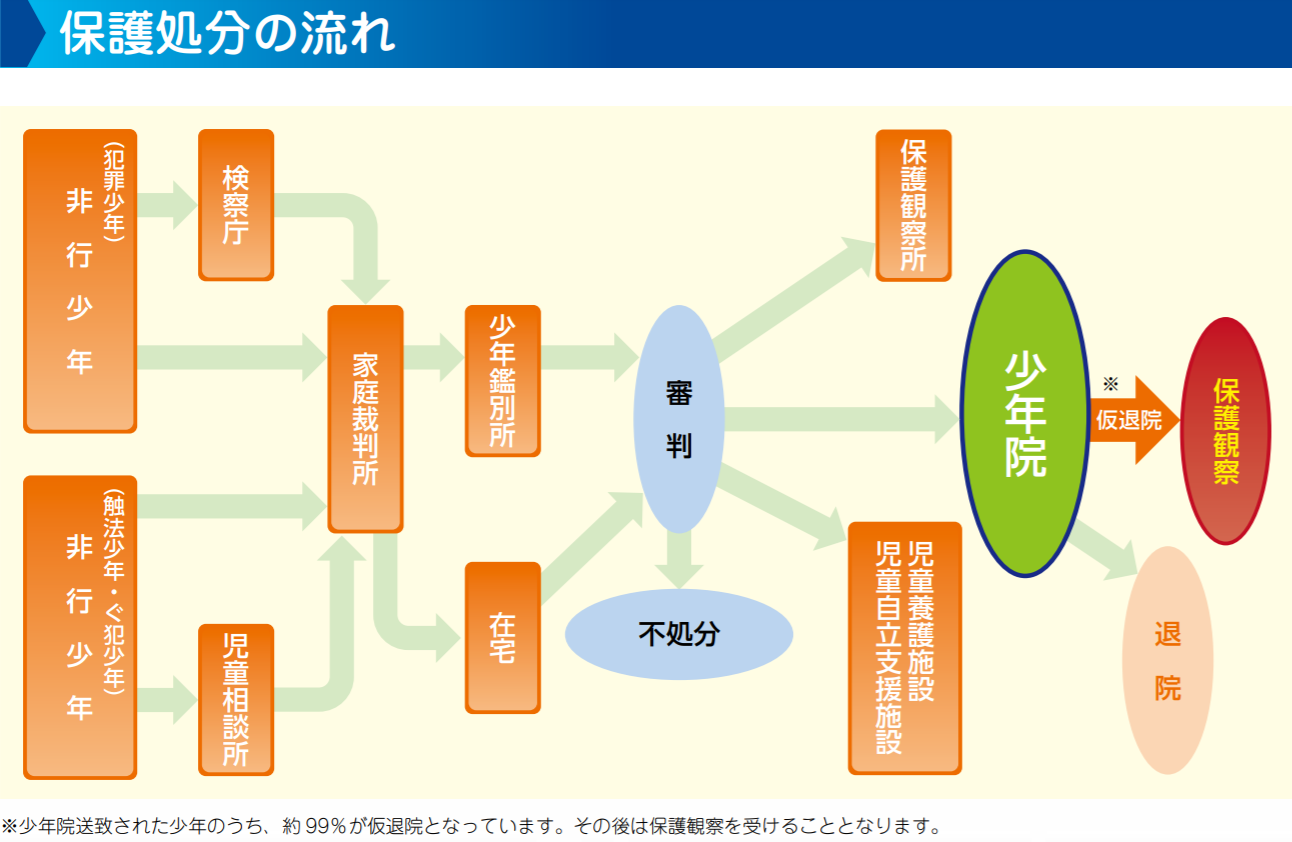
保護処分の流れ

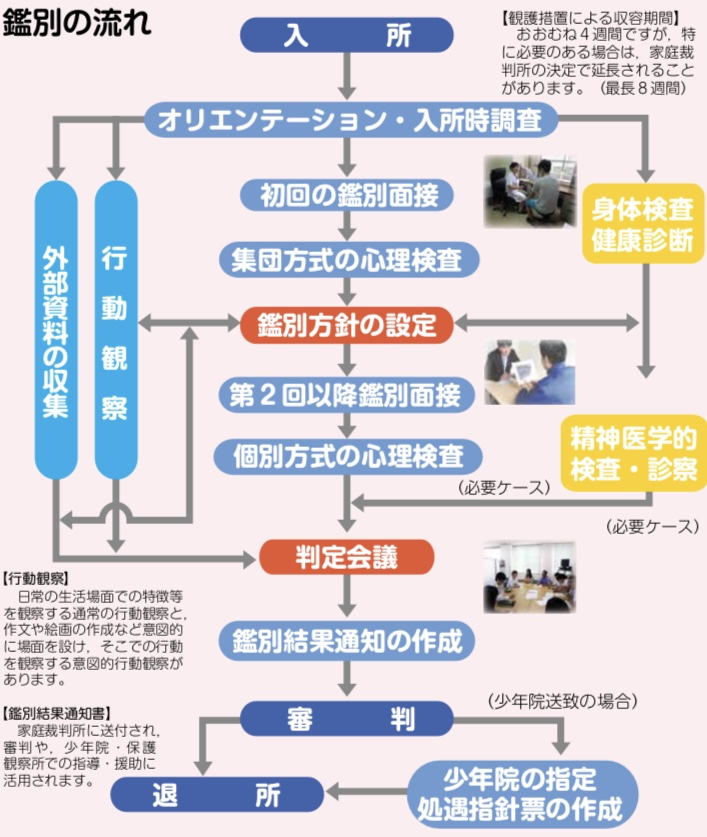

少年鑑別所（しょうねんかんべつしょ）は、少年鑑別所法によって設置されている、少年の収容施設である。
主に家庭裁判所の観護措置決定により送致された少年を収容し、医学、心理学、社会学、教育学等の専門知識に基づいて、資質及び環境の調査を行う。
ただ単に鑑別所（かんべつしょ）とも言う。

## 概要
少年鑑別所は、少年鑑別所法に基づき設置された、法務大臣（法務省矯正局）の所管に属する施設であり、後述の一覧に記載した日本全国の52箇所（分所1箇所を含む）に設置されている。

### 事務
少年鑑別所が行う事務は、次に掲げるものである（少年鑑別所法3条）。

### 鑑別
鑑別とは、医学、心理学、教育学、社会学その他の専門的知識及び技術に基づき、鑑別対象者について、その非行又は犯罪に影響を及ぼした資質上及び環境上問題となる事情を明らかにした上、その事情の改善に寄与するため、その者の処遇に資する適切な指針を示すものである（少年鑑別所法16条1項）。
鑑別は心理学の専門知識を持つ法務技官がおもに行う。

## 鑑別対象者
少年鑑別所の鑑別対象者となるのは、以下の者である（少年鑑別所法2条1号）。

## 役割
観護措置
家庭裁判所は、少年保護手続において、審判を行うため必要があるときは、少年鑑別所に送致することができる（少年法17条1項2号）。これを観護措置という。
観護措置の目的は、少年の身柄を保全するとともに、少年の心身の鑑別を行い、処遇決定の資料とすることである。期間は2週間であるが、1回更新することができる（少年法17条3項、4項）。通常は、心身鑑別に一定の期間が必要であるから、1回更新され、4週間弱（審判期日まで）となることが多い。
心身鑑別に当たっては、少年の素質、経歴、環境及び人格並びにそれらの相互の関係を明らかにし、少年の矯正に関して最良の方針を立てるために（少年鑑別所処遇17条）、医学、精神医学、心理学、教育学、社会学等の知識及び技術に基いて調査と判定を行い（同規則18条）、その結果を鑑別結果通知書という形で家庭裁判所に送付する（同規則22条）。
観護措置の対象となった少年は、遠隔地にて観護措置処分とされても保護者のいる住所地を管轄する家庭裁判所を担当する鑑別所に移送（本人の住所地は考慮されない）され、鑑別を受けて少年審判が行われることになる。（なお、事件捜査における勾留先として指定された場合はそのままとなる）
勾留に代わる観護措置
家庭裁判所送致前である少年の被疑事件（捜査段階）において、検察官は、勾留請求に代えて裁判官に対し観護措置の請求をすることができ、裁判官はこの請求に基づいて令状（観護状）を発することができる（少年法43条1項、44条2項）。勾留に代わる観護措置の期間は、請求の日から10日間であり（同法44条3項）、勾留と異なり延長はできない。
勾留
少年の被疑事件において勾留を行う場合も、勾留場所を少年鑑別所とすることができる（少年法48条2項）。
保護処分及び刑の執行に際しての役割
少年院などの矯正施設等からの求めに応じて、保護処分又は刑を受けることになった直接の契機である非行又は犯罪に影響を及ぼした資質上及び環境上問題となる事情を明らかにした上、その事情の改善のための処遇に資する適切な指針を示す（少年鑑別所法16条1項）。また、少年院に送致される鑑別対象者について、収容すべき少年院の指定を行う（少年鑑別所法18条1項）。

## 一覧
少年鑑別所は、原則として各家庭裁判所に対応して設置されているが、例外として、東京家庭裁判所管内に東京西少年鑑別所が設置されており（少年院及び少年鑑別所組織規則12条、別表第3）、また、福岡家庭裁判所管内には、福岡少年鑑別所の分所として小倉少年鑑別支所が設けられている（同規則18条、別表第4）。一部の家庭裁判所に対応する少年鑑別所においては、支所への格下げがなされるようになった。

### 一覧

#### 北海道矯正管区
- 札幌少年鑑別所 - 北海道札幌市東区
  - 函館少年鑑別支所 - 北海道函館市
  - 釧路少年鑑別支所 - 北海道釧路市
- 旭川少年鑑別所 - 北海道旭川市

#### 東北矯正管区

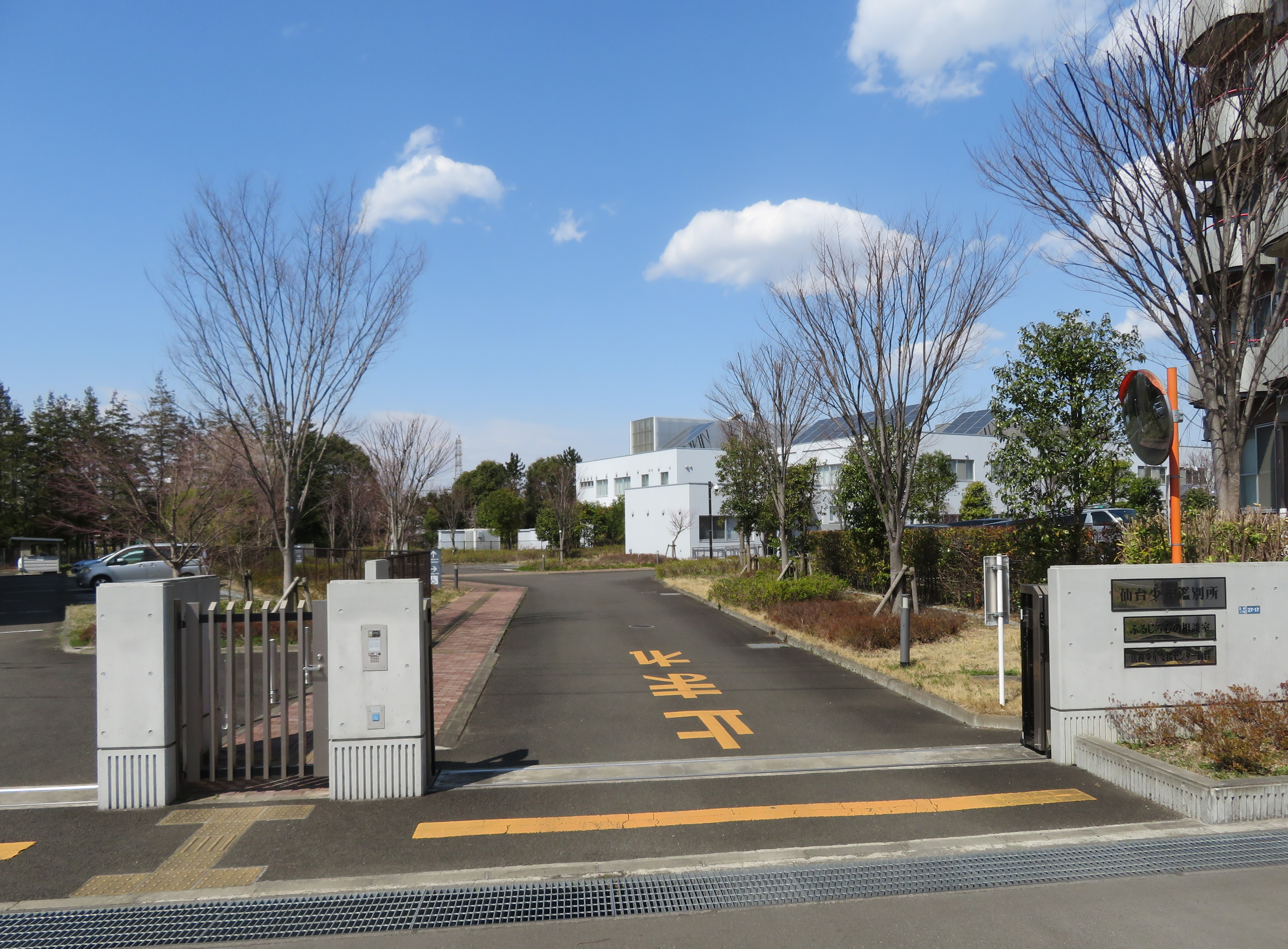
仙台少年鑑別所

- 青森少年鑑別所 - 青森県青森市
- 仙台少年鑑別所 - 宮城県仙台市若林区
  - 盛岡少年鑑別支所 - 岩手県盛岡市
  - 山形少年鑑別支所 - 山形県山形市
- 秋田少年鑑別所 - 秋田県秋田市
- 福島少年鑑別所 - 福島県福島市

#### 関東矯正管区
- 水戸少年鑑別所 - 茨城県水戸市
- 栃木少年鑑別所 - 栃木県宇都宮市
- 前橋少年鑑別所 - 群馬県前橋市

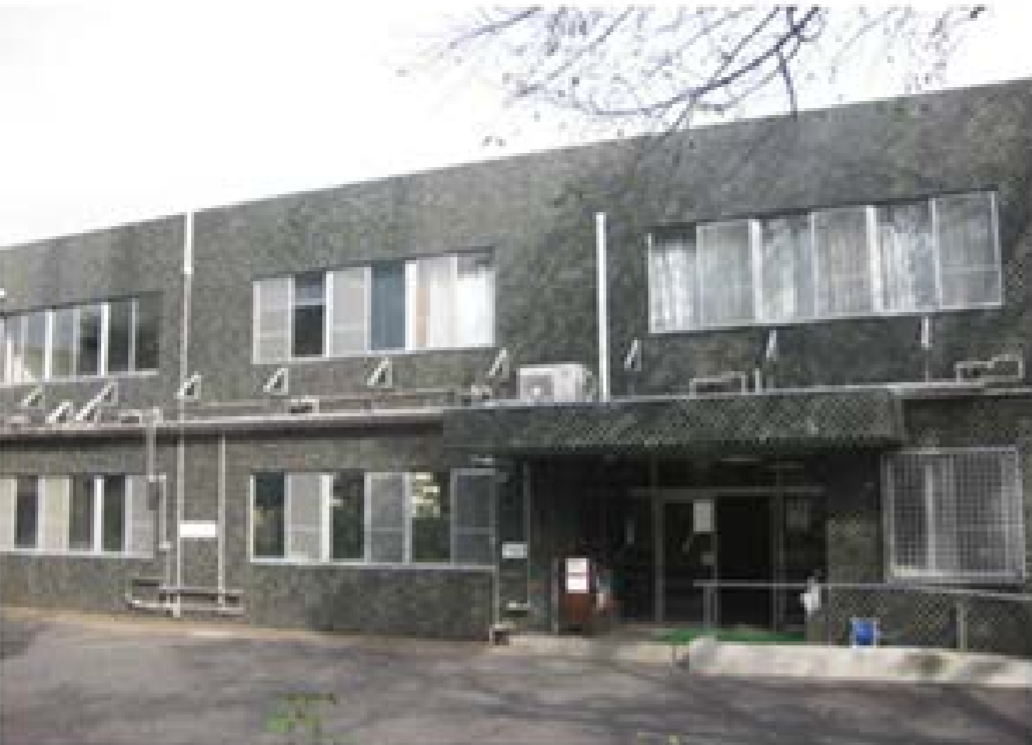
東京少年鑑別所

- さいたま少年鑑別所 - 埼玉県さいたま市浦和区
- 千葉少年鑑別所 - 千葉県千葉市稲毛区
- 東京少年鑑別所 - 東京都練馬区
- 東京西少年鑑別所 - 東京都昭島市 ※2019年4月八王子少年鑑別所から移転。
- 横浜少年鑑別所 - 神奈川県横浜市港南区
- 新潟少年鑑別所 - 新潟県新潟市中央区
- 甲府少年鑑別所 - 山梨県甲府市
- 長野少年鑑別所 - 長野県長野市
- 静岡少年鑑別所 - 静岡県静岡市駿河区

#### 中部矯正管区
- 金沢少年鑑別所 - 石川県金沢市
- 岐阜少年鑑別所 - 岐阜県岐阜市
- 名古屋少年鑑別所 - 愛知県名古屋市千種区
  - 富山少年鑑別支所 - 富山県富山市
  - 福井少年鑑別支所 - 福井県福井市
- 津少年鑑別所 - 三重県津市

#### 近畿矯正管区

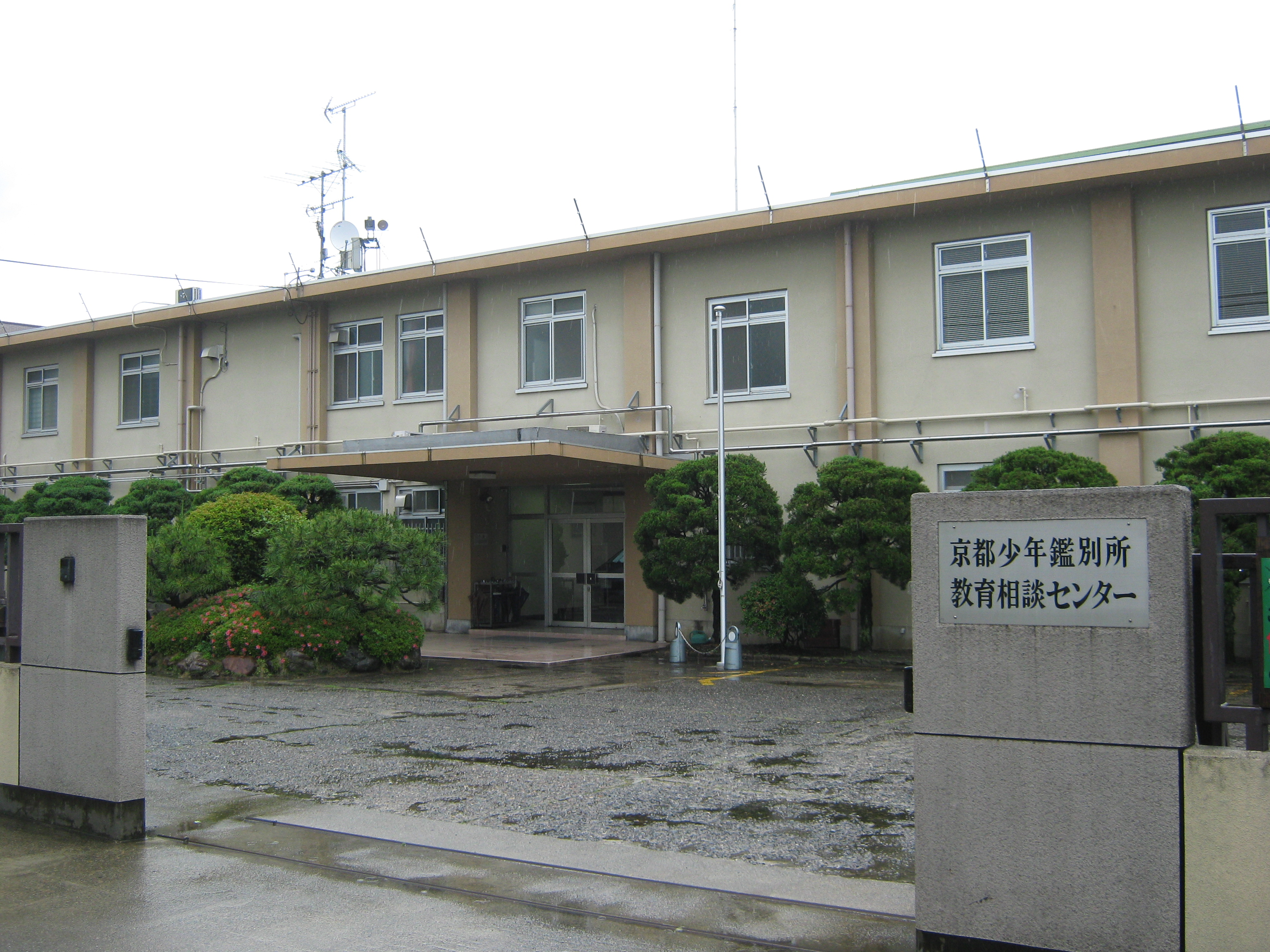
京都少年鑑別所

- 大津少年鑑別所 - 滋賀県大津市
- 京都少年鑑別所 - 京都府京都市左京区
- 大阪少年鑑別所 - 大阪府堺市堺区
- 神戸少年鑑別所 - 兵庫県神戸市兵庫区
- 奈良少年鑑別所 - 奈良県奈良市
- 和歌山少年鑑別所 - 和歌山県和歌山市

#### 中国矯正管区

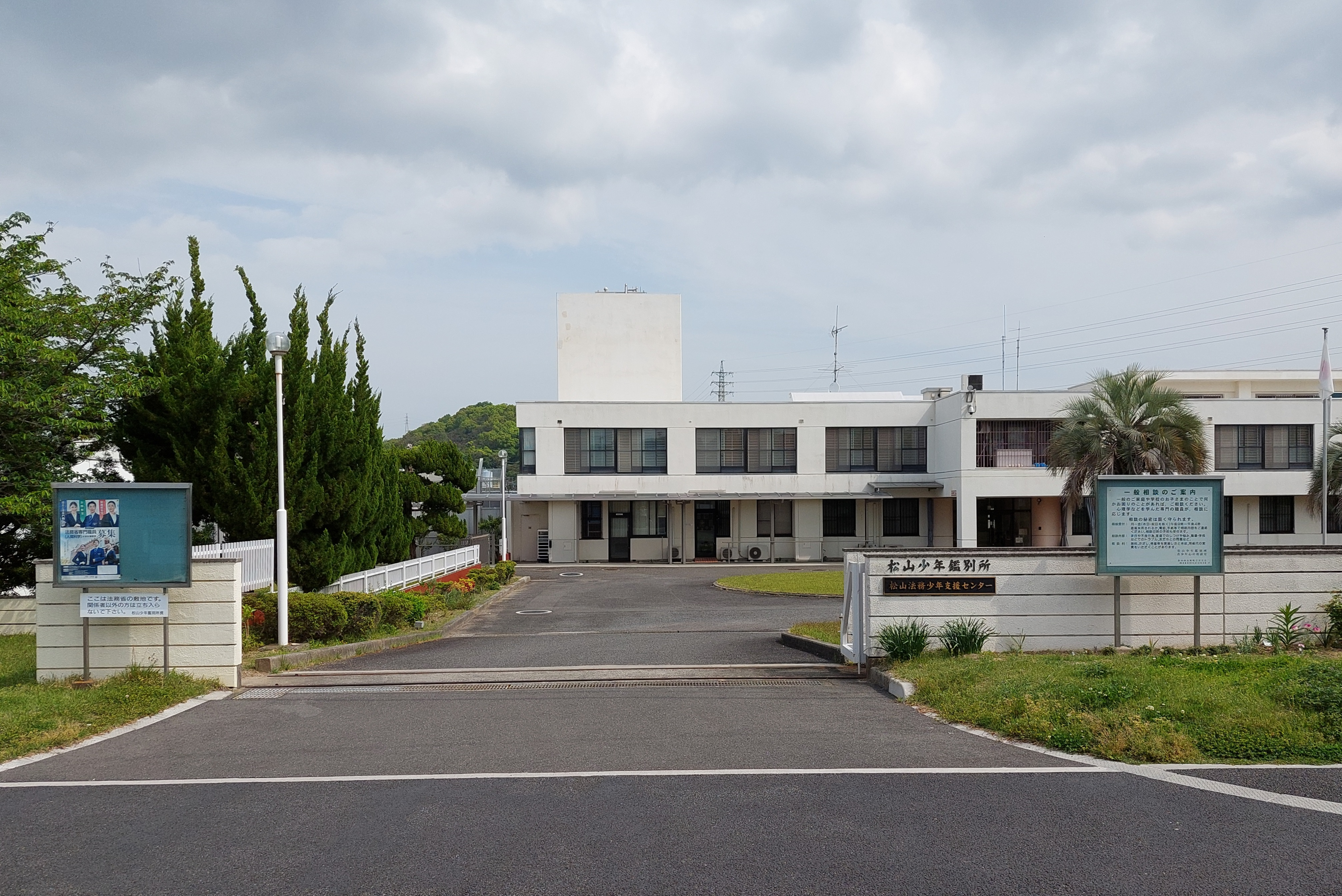
松山少年鑑別所

- 松江少年鑑別所 - 島根県松江市
- 岡山少年鑑別所 - 岡山県岡山市南区
- 広島少年鑑別所 - 広島県広島市中区
  - 鳥取少年鑑別支所 - 鳥取県鳥取市
- 山口少年鑑別所 - 山口県山口市

#### 四国矯正管区
- 徳島少年鑑別所 - 徳島県徳島市
- 高松少年鑑別所 - 香川県高松市
- 松山少年鑑別所 - 愛媛県松山市
- 高知少年鑑別所 - 高知県高知市

#### 九州矯正管区
- 福岡少年鑑別所 - 福岡県福岡市南区

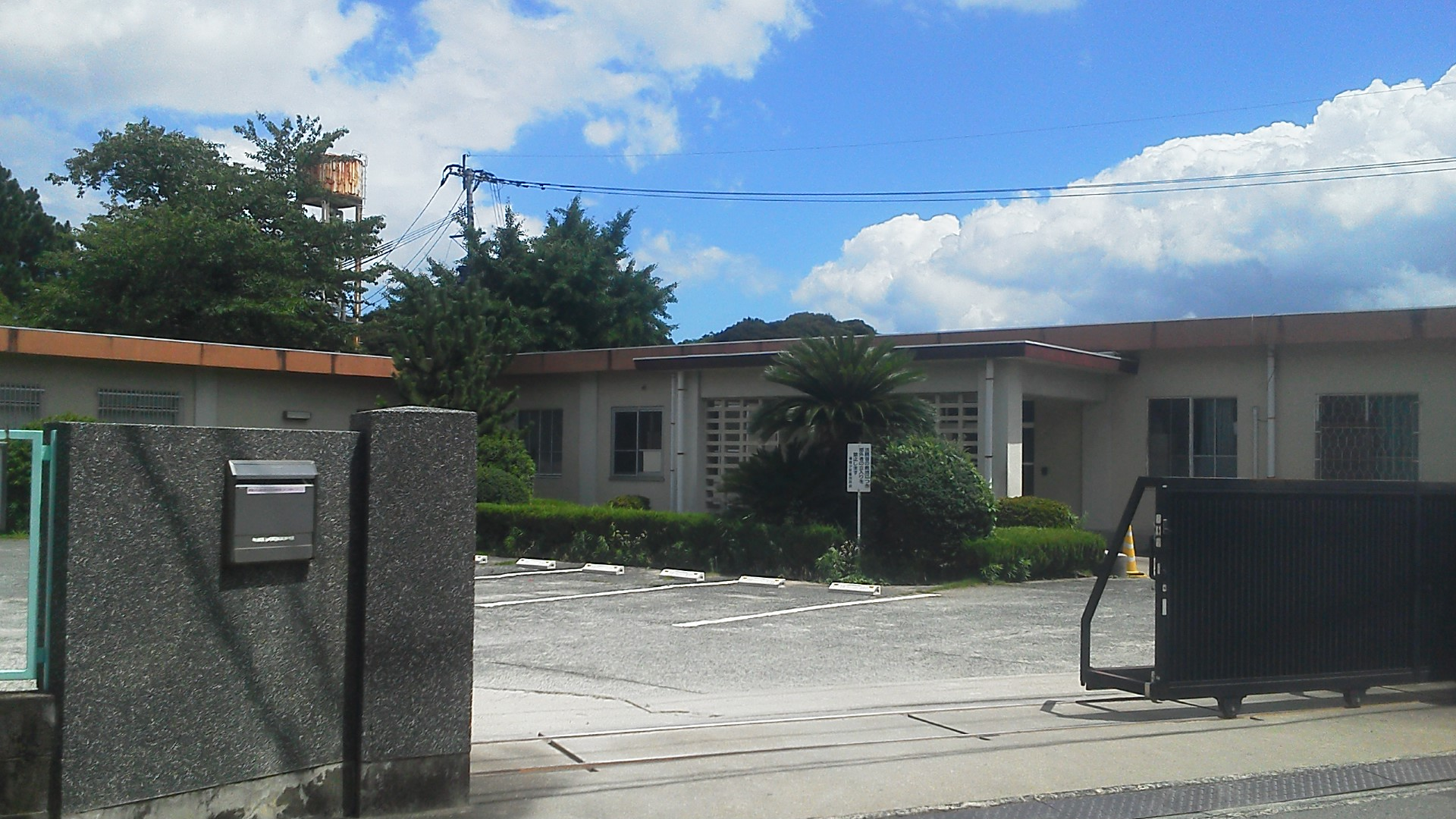
福岡少年鑑別所（2014年7月26日撮影）

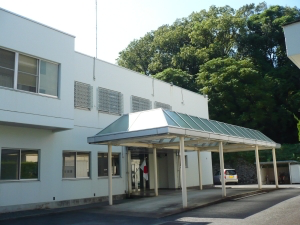
長崎少年鑑別所

  - 小倉少年鑑別支所 - 福岡県北九州市小倉南区
- 佐賀少年鑑別所 - 佐賀県佐賀市
- 長崎少年鑑別所 - 長崎県長崎市
- 熊本少年鑑別所 - 熊本県熊本市西区
- 大分少年鑑別所 - 大分県大分市
- 宮崎少年鑑別所 - 宮崎県宮崎市
- 鹿児島少年鑑別所 - 鹿児島県鹿児島市
- 那覇少年鑑別所 - 沖縄県那覇市

## 主な事件・事故
- 1951年（昭和26年）
  - 3月26日 - 横浜少年鑑別所で収容者が戸口を破壊。少年13人が集団逃走[2]。
  - 5月2日 - 大阪少年鑑別所で収容者が寮に放火。少年31人が集団逃走[3]。
- 1953年（昭和28年）3月1日 - 福島少年鑑別所で少年6人が教官を野球バットで撲殺。3人が逃走[4]